# Retrophyllum minus
Retrophyllum minus — вид хвойних рослин родини Подокарпових.

## Поширення, екологія
Країни поширення: Нова Каледонія. Зростає по берегах річок і озер на ультраосновних ґрунтах. 

## Опис
Невелике дерево або кущ, 2–3 м заввишки. Кора груба, потріскана, волокниста, злегка лущиться на короткі і товсті вертикальні смуги, від світло до темно-коричневого кольору. Листки на молодих деревах 39 × 3–4,5 мм, на дорослих 7–20 × 2,5–5 мм. Пилкові шишки поодинокі, іноді в групах по п'ять або більше, овальні, 4–8 × 2–2,5 мм. Насіння кульове або грушоподібне, 11–12.5 мм в діаметрі, вкрите м'ясистим покриттям темно-червоним після дозрівання. Поверхня насіння груба і пориста.

## Загрози та охорона
Найбільш прямі загрози походять від лісових пожеж і розробок, пов'язаних з видобутком корисних копалин. Інші загрози походять від коливань потоків води і ґрунтових вод. Одна субпопуляція росте в фр. Chûte de la Madeleine Reserv.